# Skjut inte... det är bara jag!
Skjut inte... det är bara jag! släpptes 1981 av Niklas Strömstedt, och är hans debutalbum. Det placerade sig som högst på 26:e plats på den svenska albumlistan.

## Låtlista
Per Gessle var med och skrev låtarna Skjut inte det är bara jag och Man varnade för halka, och Ulf Lundell har skrivt låten Tiden stod stilla. Övriga låtar skrevs av Niklas Strömstedt.
Sida A
1. Skjut inte...det är bara jag - 5:18
2. Drömmer du i färg eller svart-vitt? - 3:02
3. Håll i mej hårt - 4:02
4. Annars skulle väl inte hjärtat slå - 4:44

Sida B
1. Om och om igen - 4:21
2. Man varnade för halka - 3:45
3. Tiden stod stilla - 3:01
4. Tyst - 4:01
5. Gå inte än - 4:07

Extraspår på CD-utgåva
1. Da'n före da'n - 3:44 (med Gyllene Tider)
2. Jag ringer dej - 3:35
3. Snön är vit - 3:10
4. Ett hjärta som regnar - 2:30
5. Kärlek är ett gift - 3:43

## Musiker
- Niklas Strömstedt, sång, gitarr och piano
- Jan-Egil Bogwald, munspel och gitarr
- Janne Bark, gitarr
- Hasse Olsson), keyboard
- Matts Alsberg, bas
- Magnus Persson, trummor
- Lars Furberg, bakgrundssång

## Listplaceringar
| Lista (1981) | Topplacering |
| ------------ | ------------ |
| Sverige      | 26           |